# Verdensmesterskabet i fodbold 1970 - finalen
Finalen om verdensmesterskabet i fodbold 1970 var den 9. finale siden turneringens etablering i 1930. Den blev spillet den 21. juni 1970 foran 107.412 tilskuere på Estadio Azteca i Mexicos hovedstad Mexico City, og skulle finde vinderen af VM i fodbold 1970. De deltagende hold var Brasilien og Italien. Det brasilianske hold vandt kampen med 4-1, og det var tredje gang Brasilien blev verdensmestre.
Kampen blev ledet af den østtyske dommer Rudi Glöckner.

## Kampen

### Detaljer
| 21. juni 1970 12:00 (UTC−6) |

| Brasilien                                                  | 4 – 1   | Italien               |
| ---------------------------------------------------------- | ------- | --------------------- |
| Pelé 18' · Gérson 66' · Jairzinho 71' · Carlos Alberto 86' | Rapport | 37' Boninsegnasegna · |

| Estadio Azteca, Mexico City Tilskuere: 107.412 Dommer: Rudi Glöckner (Østtyskland) |

| Brasilien | Italien |